# Курилово (село)
Курилово (алб. Kurillovë) је насеље у општини Вучитрн на Косову и Метохији. Према попису становништва на Косову 2011. године, село је имало 14 становника, већину становништва чине албанци.

## Географија
Село се налази на падини Копаоника, на коси између Слаковачке реке и њене леве приточице Куриловског потока, на надморској висини од 1050-1150 м. Разбијеног је типа старовлашке врсте. На махале се не дели, али његов најјужнији део, звани Бачка, сматра се као заселак овог села.

## Историја
Пре доласка мухаџира Бачка је као заселак припадала селу Весековцу. До ослобођења Топлице су и у Курилову и у Бачкој живели само Срби. Они у Курилову су имали своју земљу, а они у Бачкој били чифчије у Махмудбеговића из Вучитрна. Одмах по ослобођењу Топлице и закљученом миру Срби су се и из Курилова и из Бачке, и то сви, иселили у Топлицу: они из Курилова у Ново Село, а они из Бачке у Крчмаре (код Куршумлије). На њихово су место дошли мухаџири из Топлице, једни на напуштена српска имања, а други на чифлик за чифчије. Они са чифлика (3 куће) иселили се по Првом светском рату у Албанију.

## Порекло становништва по родовима
Родови:
- Музаћ (7 к.), од фиса Шаље. Досељени као мухаџири 1878. из Музећа у Топлици. Од овог рода 6 кућа је у Курилову, а 1 је у Бачкој.
- Ташевц (3 к.), од фиса Сопа, братства Маврића. Мухаџири су из Тачевца у Топлици.
- Буњак (1 к.), од фиса Краснића. Мухаџир је из Рашевца у Топлици.
- Пољаровић (1 к.). Пресељен 1932. из истоименог рода у Карачу.

## Демографија
| Демографија | Демографија | Демографија |
| Година      | Становника  | Становника  |
| ----------- | ----------- | ----------- |
| 1948.       | 129         |             |
| 1953.       | 145         |             |
| 1961.       | 195         |             |
| 1971.       | 176         |             |
| 1981.       | 156         |             |
| 1991.       | 102         |             |
| 2011.       | 14          |             |